# إيفان هيريرا
إيفان هيريرا (بالإسبانية: Iván Herrera)‏ هو لاعب كرة قدم تشيلي في مركز الوسط، ولد في 10 أكتوبر 1985 في تالكاهوانو في تشيلي. لعب مع ديبورتيس ميليبيلا.

## وصلات خارجية
- إيفان هيريرا على موقع قاعدة بيانات كرة القدم.إي يو (الإنجليزية)
- إيفان هيريرا على موقع Soccerway.com (الإنجليزية)
- إيفان هيريرا على موقع AS.com (الإسبانية)